# Ministre for Island
Ministre for Ministeriet for Island. Ministeriet for Island blev formelt oprettet i 1874, men i realiteten havde det eksisteret fra 1848 som et islandsk departement. Ministeriet holdt til i København frem til 1904 og i Reykjavík fra 1904 til det blev nedlagt i 1918.

## 1874-1904
| Ministre for Island | Parti                 | Tiltrædelse | Afgang     | Regeringer                                                |
| ------------------- | --------------------- | ----------- | ---------- | --------------------------------------------------------- |
| C.S. Klein          | Uafhængig konservativ | 26.06.1872  | 11.06.1875 | Ministeriet Holstein-Holsteinborg, Ministeriet Fonnesbech |
| Johannes Nellemann  | Højre                 | 11.06.1875  | 13.06.1896 | Ministeriet Estrup, Ministeriet Reedtz-Thott              |
| Nicolai Rump        | Højre                 | 13.06.1896  | 28.08.1899 | Ministeriet Reedtz-Thott, Ministeriet Hørring             |
| Hugo Hørring        | Højre                 | 28.08.1899  | 27.04.1900 | Ministeriet Hørring                                       |
| Carl Goos           | Højre                 | 27.04.1900  | 24.07.1901 | Ministeriet Sehested                                      |
| P.A. Alberti        | Venstrereformpartiet  | 24.07.1901  | 31.01.1904 | Ministeriet Deuntzer                                      |

## 1904–1918
| Tiltrædelse     | Afgang            | Navn                |
| --------------- | ----------------- | ------------------- |
| 31. januar 1904 | 31. marts 1909    | Hannes Th. Hafstein |
| 31. marts 1909  | 14. marts 1911    | Björn Jónsson       |
| 14. marts 1911  | 25. juli 1912     | Kristján Jónsson    |
| 25. juli 1912   | 21. juli 1914     | Hannes Th. Hafstein |
| 21. juli 1914   | 4. maj 1915       | Sigurður Eggerz     |
| 4. maj 1915     | 4. januar 1917    | Einar Arnórsson     |
| 4. januar 1917  | 28. august 1917   | Jón Magnússon       |
| 4. januar 1917  | 28. august 1917   | Björn Kristjánsson  |
| 4. januar 1917  | 28. august 1917   | Sigurður Jónsson    |
| 28. august 1917 | 30. november 1918 | Jón Magnússon       |
| 28. august 1917 | 30. november 1918 | Sigurður Eggerz     |
| 28. august 1917 | 30. november 1918 | Sigurður Jónsson    |